# Polycelis coronata
Polycelis coronata är en plattmaskart. Polycelis coronata ingår i släktet Polycelis och familjen Planariidae.

## Underarter
Arten delas in i följande underarter:
- P. c. coronata
- P. c. brevipenis
- P. c. borealis